# 药用芒毛芭苔
药用芒毛芭苔（学名：Aeschynanthus poilanei）为苦苣苔科芒毛苣苔属下的一个种。

## 扩展阅读
- 維基物種上的相關：药用芒毛芭苔